# ببغاء ببري
الببغاء البَبْرِيّ (الاسم العلمي: Psittacellinae) هو فُصَيِّلَة من الطيور موطنها غينيا الجديدة تتبع فصيلة ببغاوات العالم القديم، وتحوي جنسًا واحدًا يتضمن 4 أنواع:
- ببغاء ماداراس الببري [الإنجليزية] (Psittacella madaraszi)
- ببغاء ببري متواضع [الإنجليزية] (Psittacella modesta)
- ببغاء ببري مطلي [الإنجليزية] (Psittaclla picta)
- ببغاء بريهم الببري [الإنجليزية] (Psittacella brehmii)